# Aeroportul Seruyan Kuala Pembuang
Aeroportul Seruyan Kuala Pembuang (IATA: KLP, ICAO: WAGF) este un aeroport din Kuala Pembuang⁠(d), Indonezia.
Situat la o altitudine de 4 m, aeroportul dispune de o singură pistă.